# Николас Мас
Николас Мас (енгл. Nicolas Mas; 25. мај 1980) професионални је рагбиста и репрезентативац Француске, који тренутно игра за Монпеље. Од 1999. до 2013. играо је за Перпињан, са којим је 2003. дошао до финала купа европских шампиона. За Перпињан је укупно одиграо 268 утакмица, а онда је прешао у Монпеље. За Монпеље је до сада одиграо 48 утакмица. За "галске петлове" до сада је одиграо 85 тест мечева и постигао 1 есеј. Освајао је са Француском куп шест нација и бранио је боје ове земље на 3 светска првенства. Висок је 180 цм, тежак је 108 кг и игра у првој линији скрама.